# ロバート・G・ライト
ロバート・Ｇ・ライト（Robert G. Wright）は、カナダの外交官である。

## 略歴
1947年カナダケベック州モントリオールで生まれた。1968年にマギル大学を卒業。理学士号取得。
1977年から1991年におかけて東京ラウンドやウルグアイ・ラウンドなどの多角的貿易交渉のカナダ代表を、1995年に外務国際貿易次官の職に勤めた。
1993年から1995年に在アメリカ合衆国カナダ大使館公使。2001年には駐日カナダ大使に任命され、2003年2月9日、夫人のキャロル・スミス夫人と共に沖縄県南風原町を訪れた。同年4月には同町とカナダアルバータ州レスブリッジ市は友好都市を締結した。
2005年から在中国カナダ大使に着任し、2009年以降はカナダのモンゴル大使も兼任した。
2024年、旭日重光章受章。

## 親族
既婚者。子供が二人いる。ジェームズ・Ｒ・ライトとデヴィッド・ライトの元外交官の二人の兄弟がいる。それぞれ、2006年から2011年まで在イギリスカナダ高等弁務官を、1997年から2003年までカナダNATO（北大西洋条約機構）大使の任を受けていた。